# Ковёр Аполлония

Пример сетки Аполлония

Ковёр Аполлония, или сетка Аполлония — фрактал, строящийся по трём попарно касающимся окружностям. Представляет собой предельное множество всевозможных последовательностей окружностей, каждая из которых касается трёх уже построенных. Назван в честь греческого математика Аполлония Пергского.

## Построение
Начнём с трёх окружностей, каждая из которых является касательной к двум другим. Далее добавляем к имеющейся фигуре рекурсивно окружности, каждая из которых касается каких-нибудь трёх уже построенных окружностей. На первом шаге мы добавим две, на втором шесть, и так далее.
Продолжая построение, мы добавляем 2·3n новых окружностей на n-м шаге.
Замыкание построенных окружностей называется сеткой Аполлония.

## Свойства
- Сетка Аполлония имеет Хаусдорфову размерность около 1,3057[1].
- Сетку Аполлония можно представить как объединение двух подмножеств, гомеоморфных треугольнику Серпинского, с общими вершинами.
- Подгруппа группы преобразований Мёбиуса, состоящая из таких преобразований, которые переводят сетку Аполлония в себя, действует транзитивно на окружностях сетки.
- Сетку Аполлония можно определить как предельное множество группы преобразований плоскости образованной инверсиями в четырёх попарно касательных окружностях.

## Кривизны
Кривизна окружности определяется как обратное к её радиусу.
- Отрицательная кривизна указывает на то, что все другие круги касаются этой окружность изнутри. Это ограничивающая окружность.
- Нулевая кривизна даёт линию (окружность с бесконечным радиусом).
- Положительная кривизна указывает на то, что все другие круги касаются этой окружность снаружи. Этот круг находится внутри круга с отрицательной кривизной.

В сетке Аполлония все окружности имеют положительную кривизну, кроме одной, ограничивающей окружности.

## Целые сетки Аполлония
Предположим, {\displaystyle a,b,c,d} обозначают кривизны четырёх попарно касающихся окружностей.
По теореме Декарта
{\displaystyle a^{2}+b^{2}+c^{2}+d^{2}={\tfrac {1}{2}}\cdot (a+b+c+d)^{2}.}
Отсюда следует, что если четыре попарно касающиеся окружности имеют целые кривизны,
то и все остальные окружности в их сетке Аполлония имеют целые кривизны.
Имеется бесконечно много таких целых сеток.

Ниже приведены несколько целых сеток с отмеченными кривизнами окружностей.

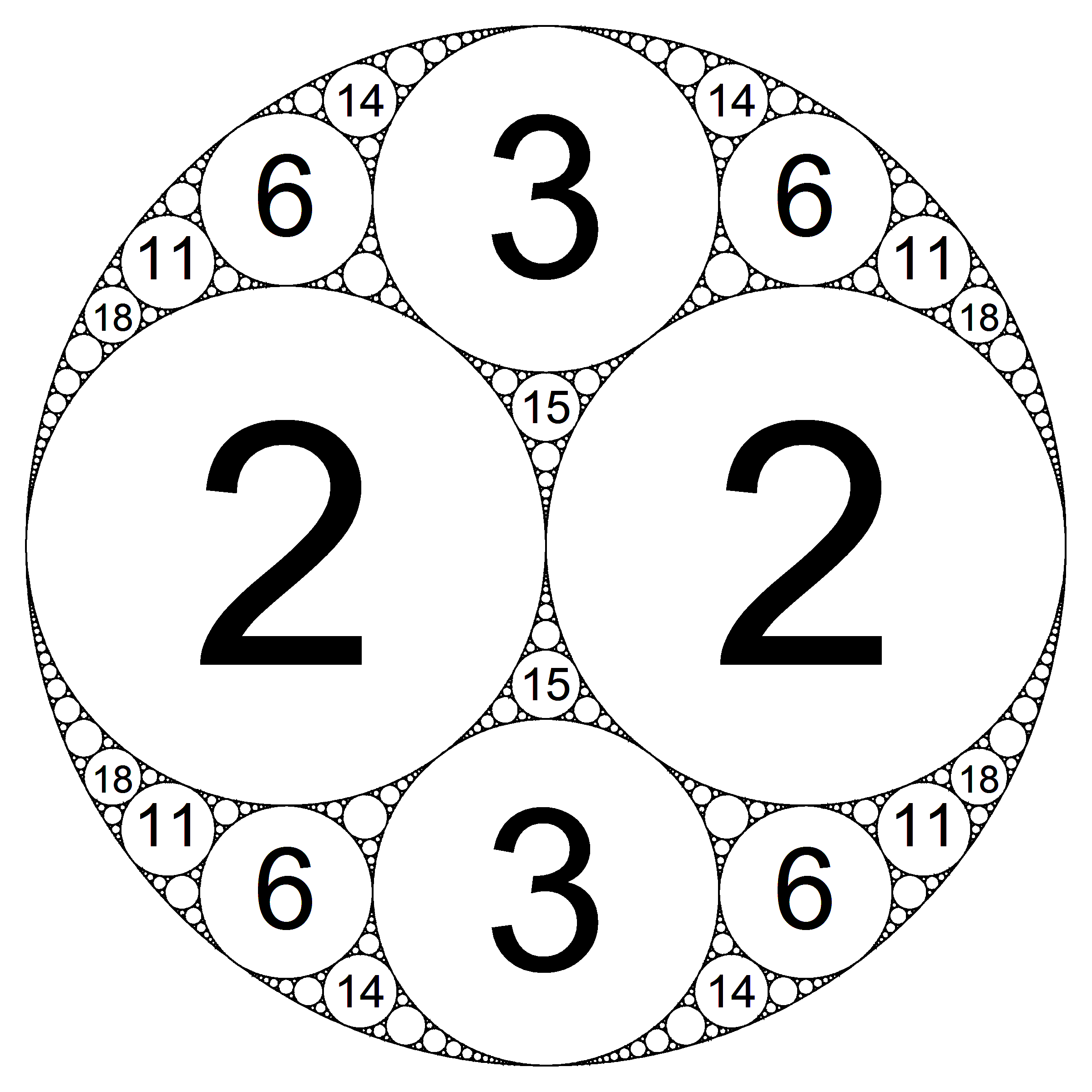
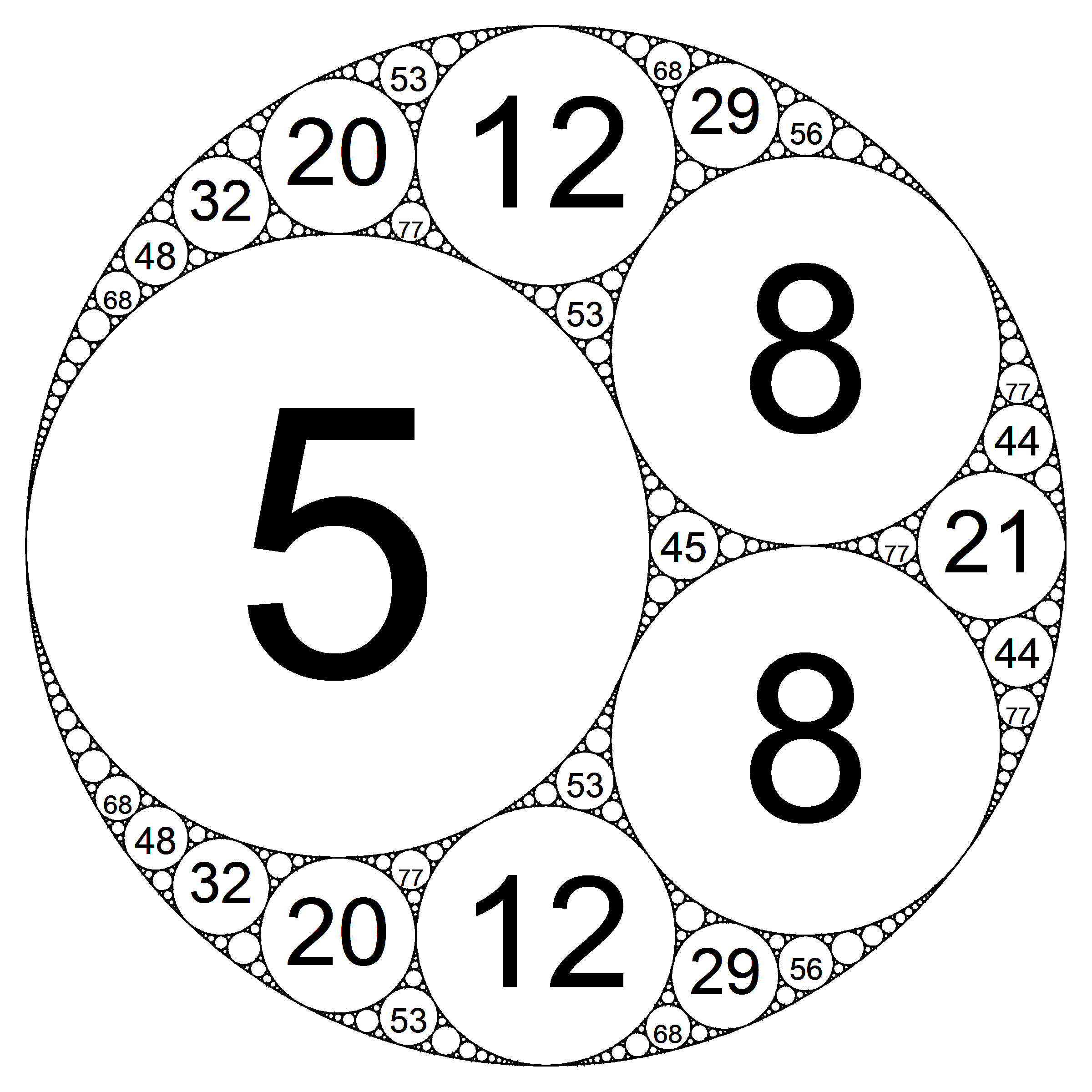
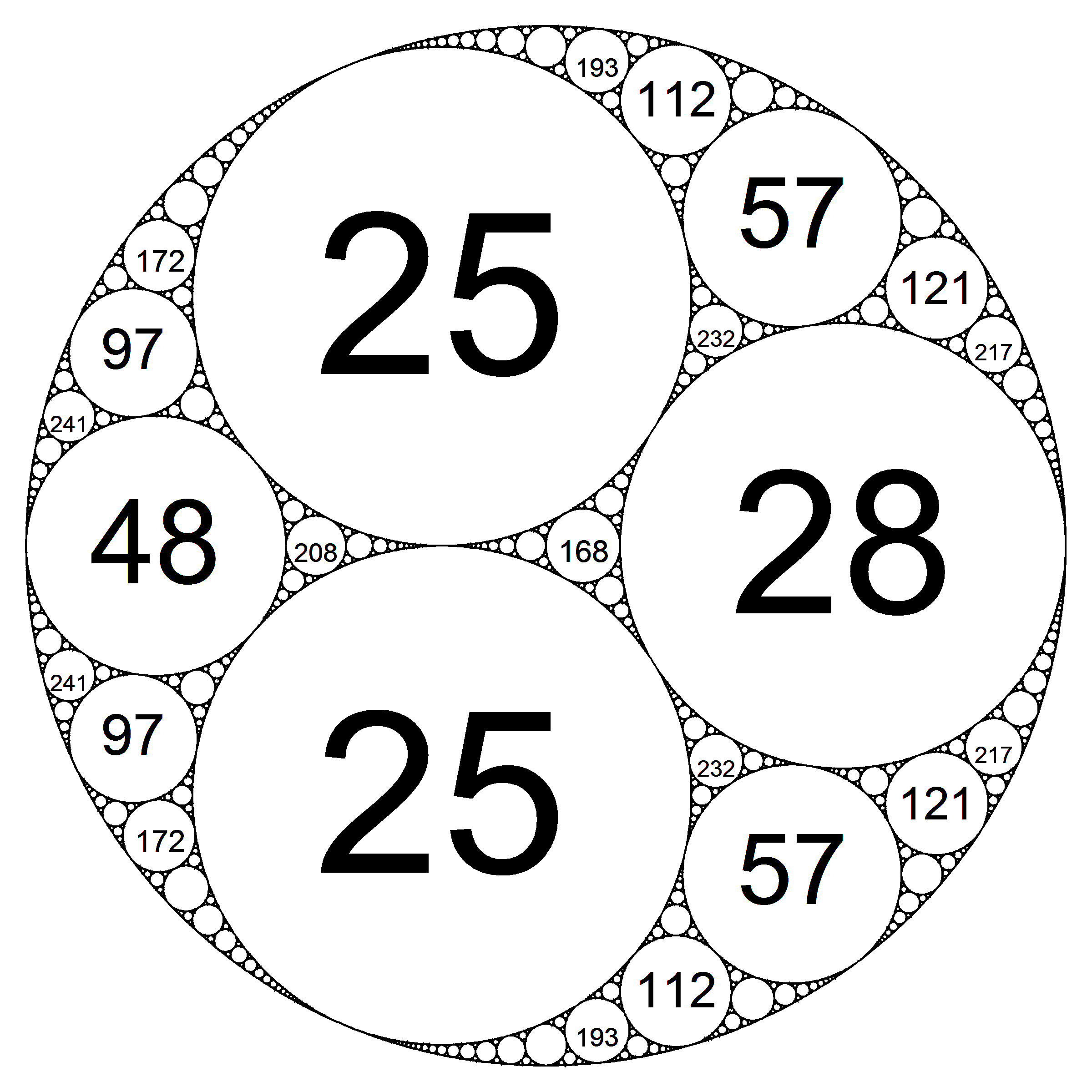
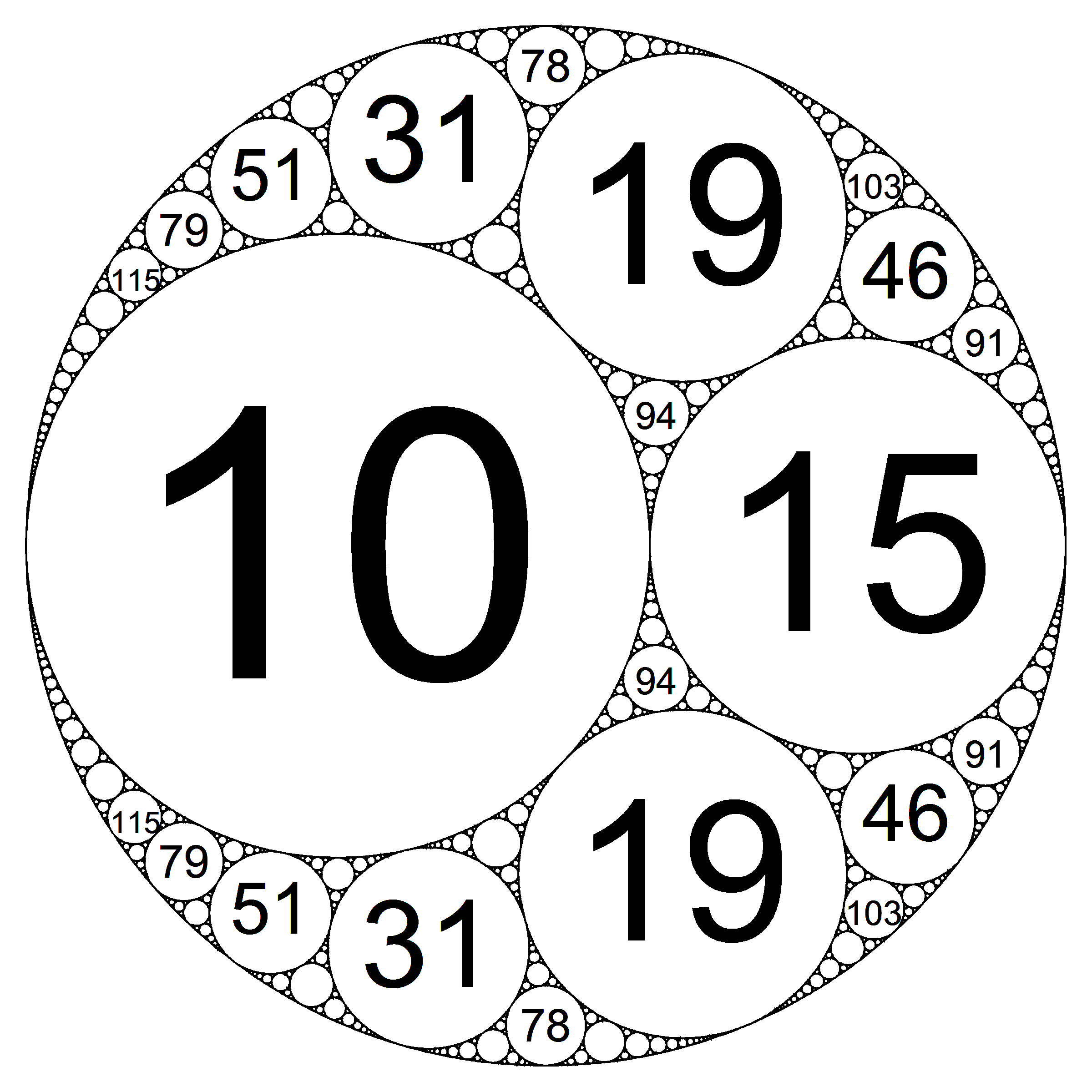
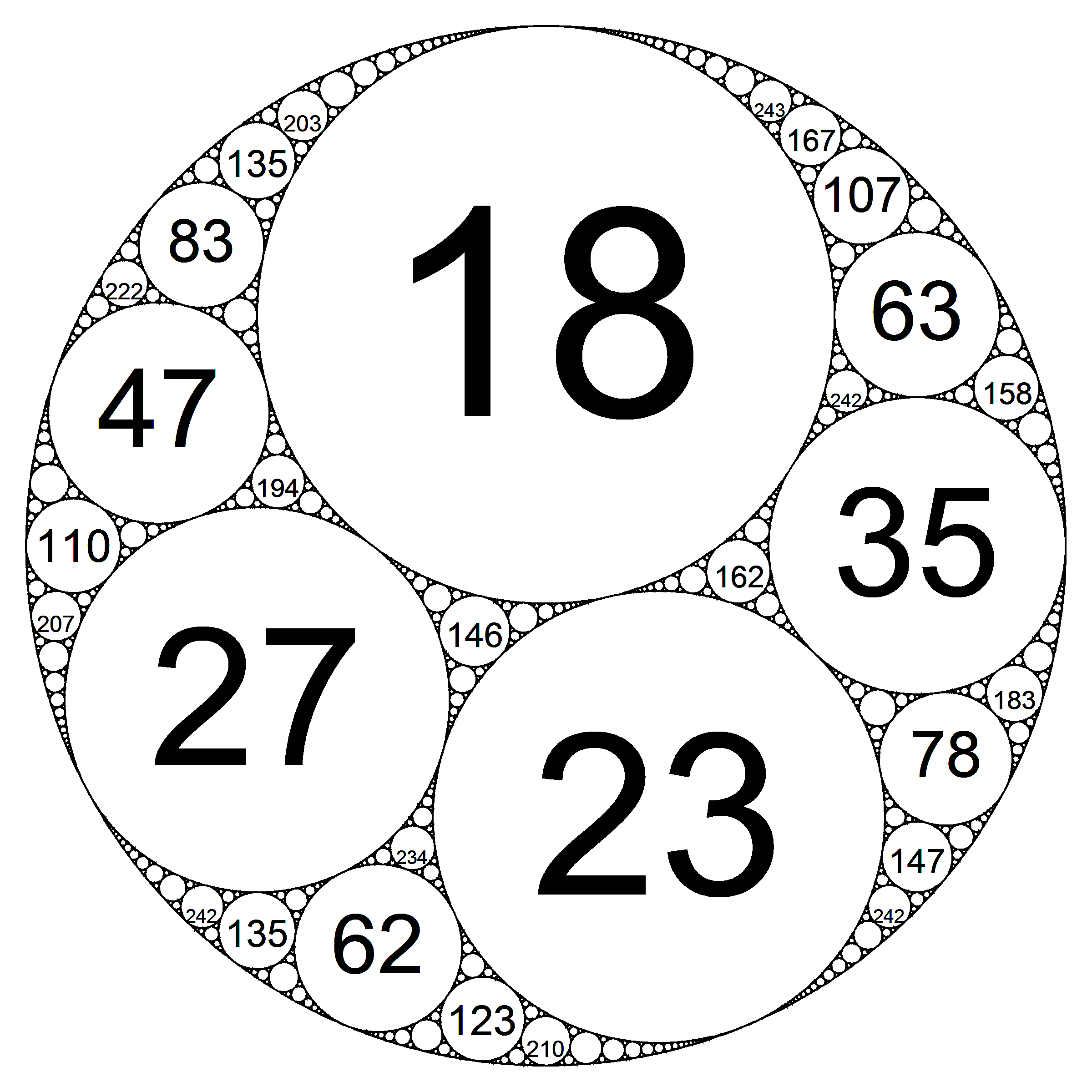

## Вариации и обобщения

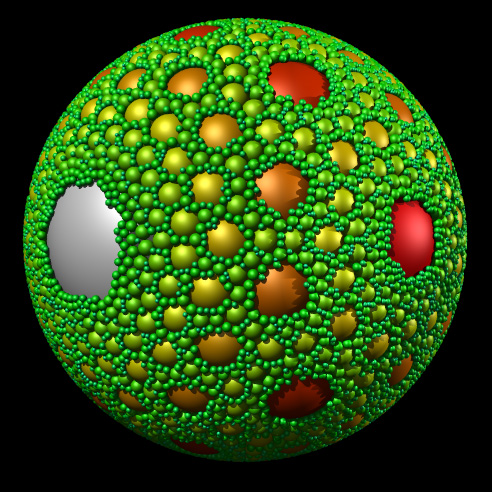
Пространственная сетка Аполлония

Трёхмерный эквивалент сетки Аполлония — Аполлониева упаковка сфер.